# Línea 17 (Dbus)
La línea 17 de Dbus conecta los populosos barrios de Gros y Amara con los hospitales de la ciudad. La línea conectaba en un principio solo Gros con Amara, pero desde 2016, se amplió a los hospitales; ofreciendo, por primera vez, una conexión con gran frecuencia.
Se trata de la 4ª línea en número de viajeros (por detrás de las líneas 28, 13 y 5) y la primera de entre las líneas que no pasan por el centro.
Esta línea será la primera en ser eléctrica, en contar con todos sus autobuses eléctricos. Al principio se propuso electrificar la línea 28, pero por complejidades técnicas se optó por esta otra línea. Además pasará a tener vehículos de 18 metros, en vez de los de 12 metros que actualmente disponen.

## Paradas

### Hacia Miramón
- Ategorrieta 41 8 13 14 27 29 31 33 36 37 40 42
- Gran Vía 27 8 14 29 33 40 42
- Colón 17 8 14 24 33 40
- Estaciones Renfe-Bus 9 24 27 37 41 42 45 46 E21 E30
- Bilbao 24 27 46
- Centenario 23 24 26 32 46
- Sancho el Sabio 12 21 23 28 32
- Sancho el Sabio 28 II 21 23 24 26 27 28 32 37 43 46
- Madrid 14 21 24 26 27 28 43
- Anoeta 21 24 26 28 31 37 43
- Begiristain I 28 31
- Lorearte 28 31
- Donostiako Ospitalea I 28 31 35 37
- Hospital I 28 31 35
- Onkologikoa 28 31 35
- Poliklinica 28 31 35
- Mikeletegi-Miramón 28 31 35
- Miramón 28

### Hacia Ategorrieta 41
- Miramón 28
- Mileletegi 12 28 31 35
- Poliklinica II 28 31 35
- Onkologikoa II 28 31 35
- Hospital II 28 31 35
- Donostiako Ospitalea II 28 31 35 37
- Txiskuene 28 31
- Begiristain II 28 31
- Madrid 17 21 24 26 28 31 37 43
- Madrid 3 21 24 26 27 28 43
- Sancho el Sabio 33 21 23 24 26 27 28 32 37 43 46
- Pº Bizkaia - Pte Mundaiz 27 46
- Gernikako Arbola 27 46
- Mª Cristina Zubia 24 27 37 45 46 E21 E30
- Iparragirre 8 8 13 14 27 29 31 33 36 37 40 41
- Zurriola Kursaal 8 13 29 31 37 40 41 42
- Zurriola 36 8 40 41
- Groseko Anbulatorioa 8 13 24 31 37 40 41
- Nafarroa 34 8 13 24 31 40 41
- Ategorrieta 41 8 13 14 27 29 31 33 36 37 40 42